# 通德拉 (葡萄牙)
通德拉是葡萄牙的一座城市。面積371.2平方公里。人口有28,946人。管轄有26個堂區。在行政區劃上屬於維塞烏區。9至12世紀時，該地名為Terra de Balistariis。唐迪拉體育會是該地最主要的體育俱樂部，该球队在2016年升入葡萄牙足球超級聯賽。

## 友好城市
- 法國 拉讷默藏